# Bentyra taiwanella
Bentyra taiwanella là một loài tò vò trong họ Ichneumonidae.